# Articolo VII della Costituzione degli Stati Uniti d'America
L'Articolo VII della Costituzione degli Stati Uniti d'America stabilisce il numero di ratifiche necessarie da parte degli Stati federati per l'entrata in vigore della Costituzione degli Stati Uniti d'America.

## Contenuto
Ai sensi dell'Articolo VII la ratifica di nove Stati su tredici sarebbe stata necessaria e sufficiente per l'entrata in vigore della Costituzione concepita dalla Convenzione di Filadelfia il 17 settembre 1787.

## Ratifica
La Costituzione è stata ratificata dai 13 stati tra il 7 dicembre 1787 e il 29 maggio 1790, come segue:
|         | Stato e data                        | Voti | Voti | %    |
| Si      | Stato e data                        | No   |      | %    |
| ------- | ----------------------------------- | ---- | ---- | ---- |
| 1       | Delaware, 7 dicembre 1787           | 30   | 0    | 100% |
| 2       | Pennsylvania, 12 dicembre 1787      | 46   | 23   | 67%  |
| 3       | New Jersey, 18 dicembre 1787        | 38   | 0    | 100% |
| 4       | Georgia, 2 gennaio 1788             | 26   | 0    | 100% |
| 5       | Connecticut, 9 gennaio 1788         | 128  | 40   | 76%  |
| 6       | Massachusetts, 6 febbraio 1788      | 187  | 168  | 53%  |
| 7       | Maryland, 28 aprile 1788            | 63   | 11   | 85%  |
| 8       | South Carolina, 23 maggio 1788      | 149  | 73   | 67%  |
| 9       | New Hampshire, 21 giugno 1788       | 57   | 47   | 55%  |
| 10      | Virginia, 25 giugno 1788            | 89   | 79   | 53%  |
| 11      | New York, 26 luglio 1788            | 30   | 27   | 53%  |
| 12      | Carolina del Nord, 21 novembre 1789 | 194  | 77   | 72%  |
| 13      | Rhode Island, 29 maggio 1790        | 34   | 32   | 52%  |
| Totale: | Totale:                             | 1071 | 577  | 65%  |

### Esplicative
1. ↑  La Costituzione è entrata in vigore il 4 marzo 1789, tuttavia l'Articolo VII è unico in quanto ha agito in modo proattivo, di fatto entrando in vigore già prima della Costituzione stessa così da delineare le regole per l'adozione di tutto il documento. Sebbene resti parte del documento, e rispetto agli altri Articoli, l'Articolo VII ha esaurito la sua funzione nel momento in cui la Costituzione è stata adottata.

### Fonti
1. ↑  (EN) Article VII, su Constitution Annotated. URL consultato il 9 marzo 2022.
2. ↑  (EN) The States and the Ratification Process, su Center for the Study of the American Constitution. URL consultato il 9 marzo 2022.